# Поповка (Темниковський район)
Попо́вка (рос. Поповка, ерз. Поповка) — присілок у складі Темниковського району Мордовії, Росія. Входить до складу Пурдошанського сільського поселення.
Населення — 4 людини (2010; 10 у 2002).
Національний склад (станом на 2002 рік):
- мордва — 60 %
- росіяни — 40 %